# Olympische Sommerspiele 1988/Rudern – Doppelvierer (Männer)
Der Ruderwettbewerb im Doppelvierer der Männer bei den Olympischen Spielen 1988 in Seoul wurde vom 20. bis zum 25. September 1988 auf der Misari Regatta Strecke in Hanam ausgetragen. 52 Athleten in 13 Booten traten an.
Der Wettbewerb, der über die olympische Ruderdistanz von 2000 Metern ausgetragen wurde, begann mit drei Vorläufen mit jeweils fünf oder vier Mannschaften. Die jeweils erst-, zweit- und drittplatzierten Boote der Vorläufe qualifizierten sich für das Halbfinale A/B, während die verbleibenden vier Boote in den Hoffnungslauf gingen. Im Hoffnungslauf qualifizierte sich das erst-, zweit- und drittplatzierte Boot ebenfalls für das Halbfinale A/B, während das verbliebene Boot aus dem Wettbewerb ausschied.
In den beiden Halbfinalläufen A/B qualifizierten sich die ersten drei Boote für das A-Finale, die Plätze 4 bis 6 qualifizierten sich für das B-Finale zur Ermittlung der Plätze 7 bis 12. Im A-Finale am 25. September 1988 kämpften die besten sechs Boote um olympische Medaillen.
Die jeweils qualifizierten Ruderer sind hellgrün unterlegt.
Die Sowjetunion wurde in den letzten zwei Jahren Weltmeister im Doppelvierer. Allerdings ist aus dieser Mannschaft nur Sergei Kinjakin in Seoul am Start. Kanada ist mit der Mannschaft am Start, die 1985 Weltmeister wurde und 1986 und 1987 die Bronzemedaille gewinnen konnte. Zu den Favoriten zählen auch die Norweger, die 1987 Vizeweltmeister im Doppelvierer wurden.
In den Vorläufen gewannen Ostdeutschland, Italien und Norwegen. Im Halbfinale konnten Italien und Norwegen jeweils ihr Halbfinale gewinnen. Im ersten Halbfinale gewann Italien dabei sehr dominant mit 3 Sekunden Vorsprung vor dem Boot aus Ostdeutschland, in neuer olympischer Bestzeit. Das Boot aus Kanada wurde im zweiten Halbfinale nur sechster und verpasste damit die Qualifikation für das A-Finale. Auch im Finale konnten sich die beiden Boote aus Ostdeutschland und Italien vom Start weg an die Spitze setzen. Auf den zweiten 500 Metern zog das Boot aus Italien dann an dem Boot aus Ostdeutschland vorbei und übernahm die Führung. Anschließend überholte auch die Sowjetunion das Boot aus Ostdeutschland und schob sich auf die zweite Position vor. Die Italiener konnten sich auf der zweiten Streckenhälfte vom Feld lösen und sich die Goldmedaille sichern. Auf den letzten 500 Metern fuhren die Norweger einen starken Schlussspurt und überholten sowohl das Boot aus der Sowjetunion als auch das Boot aus Ostdeutschland und gewannen die Silbermedaille. Gleichzeitig gelang es dem Boot aus Ostdeutschland wieder an dem Boot aus der Sowjetunion vorbei zu fahren und die Bronzemedaille zu gewinnen.

## Titelträger
| Olympiasieger | BR Deutschland Besatzung: Hedderich, Hörmann, Wiedenmann, Dürsch | Los Angeles 1984 |
| Weltmeister   | Sowjetunion Besatzung: Dossenko, Kinjakin, Iwanow, Kotko         | Kopenhagen 1987  |

## Vorläufe
Dienstag, 20. September 1988
- Qualifikationsnormen: Platz 1-3 -> Halbfinale A/B, ab Platz 4 -> Hoffnungslauf

### Vorlauf 1
| Platz | Nation             | Athleten                                  | Zeit (min) | Qualifikation  |
| ----- | ------------------ | ----------------------------------------- | ---------- | -------------- |
| 1     | DDR                | Köppen, Zühlke, Bogs, Habermann           | 5:48,70    | Halbfinale A/B |
| 2     | Australien         | Antonie, Powell, Reedy, Terrell           | 5:50,47    | Halbfinale A/B |
| 3     | Ungarn             | Dózsa, Hompóth, Mitring, Molnár           | 5:51,75    | Halbfinale A/B |
| 4     | Polen              | Cieślakowski, Krzepiński, Mruk, Świątek   | 5:52,41    | Hoffnungslauf  |
| 5     | Vereinigte Staaten | Altekruse, Frackleton, Montesi, Strotbeck | 5:54,08    | Hoffnungslauf  |

### Vorlauf 2
| Platz | Nation           | Athleten                                 | Zeit (min) | Qualifikation  |
| ----- | ---------------- | ---------------------------------------- | ---------- | -------------- |
| 1     | Italien          | Abbagnale, Tizzano, Farina, Poli         | 5:48,77    | Halbfinale A/B |
| 2     | Sowjetunion      | Kinjakin, Krupko, Saskalko, Selikowitsch | 5:51,70    | Halbfinale A/B |
| 3     | BR Deutschland   | Agrikola, Galandi, Grüner, Reinke        | 5:52,45    | Halbfinale A/B |
| 4     | Tschechoslowakei | Chalupa, Jakoubek, Lůžek, Tichý          | 5:55,45    | Hoffnungslauf  |

### Vorlauf 3
| Platz | Nation      | Athleten                                           | Zeit (min) | Qualifikation  |
| ----- | ----------- | -------------------------------------------------- | ---------- | -------------- |
| 1     | Norwegen    | Hansen, Thorsen, Bjønness, Vinje                   | 5:51,60    | Halbfinale A/B |
| 2     | Niederlande | Bakker, van den Eerenbeemt, Kelderman, Nelis       | 5:53,42    | Halbfinale A/B |
| 3     | Kanada      | Douma, Hamilton, LaForme, Mills                    | 5:54,01    | Halbfinale A/B |
| 4     | Argentinien | D’Andrilli, Fernández, Fernández González, Guindón | 6:04,77    | Hoffnungslauf  |

## Hoffnungslauf
Mittwoch, 21. September 1988
- Qualifikationsnormen: Platz 1-3 -> Halbfinale, ab Platz 4 -> ausgeschieden

| Platz | Nation             | Athleten                                           | Zeit (min) | Qualifikation  |
| ----- | ------------------ | -------------------------------------------------- | ---------- | -------------- |
| 1     | Tschechoslowakei   | Chalupa, Jakoubek, Lůžek, Tichý                    | 5:55,80    | Halbfinale A/B |
| 2     | Polen              | Cieślakowski, Krzepiński, Mruk, Świątek            | 5:57,61    | Halbfinale A/B |
| 3     | Argentinien        | D’Andrilli, Fernández, Fernández González, Guindón | 5:58,27    | Halbfinale A/B |
| 4     | Vereinigte Staaten | Altekruse, Frackleton, Montesi, Strotbeck          | 5:59,07    | ausgeschieden  |

## Halbfinale
Donnerstag, 22. September 1988
- Qualifikationsnormen: Plätze 1-3 -> Finale A, ab Platz 4 -> Finale B

### Halbfinale A/B 1
| Platz | Nation         | Athleten                                           | Zeit (min) | Qualifikation |
| ----- | -------------- | -------------------------------------------------- | ---------- | ------------- |
| 1     | Italien        | Abbagnale, Tizzano, Farina, Poli                   | 5:47,50 OR | Finale A      |
| 2     | DDR            | Köppen, Zühlke, Bogs, Habermann                    | 5:50,48    | Finale A      |
| 3     | BR Deutschland | Agrikola, Galandi, Grüner, Reinke                  | 5:50,96    | Finale A      |
| 4     | Niederlande    | Bakker, van den Eerenbeemt, Kelderman, Nelis       | 5:52,84    | Finale B      |
| 5     | Argentinien    | D’Andrilli, Fernández, Fernández González, Guindón | 5:57,45    | Finale B      |
| 6     | Ungarn         | Dózsa, Hompóth, Mitring, Molnár                    | 5:58,23    | Finale B      |

### Halbfinale A/B 2
| Platz | Nation           | Athleten                                 | Zeit (min) | Qualifikation |
| ----- | ---------------- | ---------------------------------------- | ---------- | ------------- |
| 1     | Norwegen         | Hansen, Thorsen, Bjønness, Vinje         | 5:53,18    | Finale A      |
| 2     | Sowjetunion      | Kinjakin, Krupko, Saskalko, Selikowitsch | 5:54,62    | Finale A      |
| 3     | Australien       | Antonie, Powell, Reedy, Terrell          | 5:55,41    | Finale A      |
| 4     | Tschechoslowakei | Chalupa, Jakoubek, Lůžek, Tichý          | 5:55,82    | Finale B      |
| 5     | Polen            | Cieślakowski, Krzepiński, Mruk, Świątek  | 5:57,32    | Finale B      |
| 6     | Kanada           | Douma, Hamilton, LaForme, Mills          | 6:00,55    | Finale B      |

## Finale

### A-Finale
Sonntag, 25. September 1988, 3:42 Uhr MESZ

Anmerkung: zur Ermittlung der Plätze 1 bis 6
| Platz | Nation         | Athleten                                 | Zeit (min) |
| ----- | -------------- | ---------------------------------------- | ---------- |
| 1     | Italien        | Abbagnale, Tizzano, Farina, Poli         | 5:53,37    |
| 2     | Norwegen       | Hansen, Thorsen, Bjønness, Vinje         | 5:55,08    |
| 3     | DDR            | Köppen, Zühlke, Bogs, Habermann          | 5:56,13    |
| 4     | Sowjetunion    | Kinjakin, Krupko, Saskalko, Selikowitsch | 5:57,18    |
| 5     | Australien     | Antonie, Powell, Reedy, Terrell          | 5:59,15    |
| 6     | BR Deutschland | Agrikola, Galandi, Grüner, Reinke        | 5:59,59    |

### B-Finale
Freitag, 23. September 1988, 3:28 Uhr MESZ

Anmerkung: zur Ermittlung der Plätze 7 bis 12
| Platz | Nation           | Athleten                                           | Zeit (min) |
| ----- | ---------------- | -------------------------------------------------- | ---------- |
| 7     | Polen            | Cieślakowski, Krzepiński, Mruk, Świątek            | 5:55,39    |
| 8     | Niederlande      | Bakker, van den Eerenbeemt, Kelderman, Nelis       | 5:55,72    |
| 9     | Kanada           | Douma, Hamilton, LaForme, Mills                    | 5:58,06    |
| 10    | Ungarn           | Dózsa, Hompóth, Mitring, Molnár                    | 5:58,37    |
| 11    | Tschechoslowakei | Chalupa, Jakoubek, Lůžek, Tichý                    | 5:58,70    |
| 12    | Argentinien      | D’Andrilli, Fernández, Fernández González, Guindón | 6:04,47    |

### Weiteres Klassement ohne Finals
| Platz | Nation             | Athleten                                  | Zeit (min) |
| ----- | ------------------ | ----------------------------------------- | ---------- |
| 13    | Vereinigte Staaten | Altekruse, Frackleton, Montesi, Strotbeck | –          |